# Europabrücke (Randa)
Die Europabrücke war eine Seilbrücke auf dem Europaweg im Mattertal in der Schweiz. Sie wurde im Juli 2010 eröffnet und zwei Monate später durch einen Steinschlag zerstört. Wegen der zerstörten Brücke mussten die Wanderer jahrelang 500 Höhenmeter ins Tal absteigen und auf der anderen Seite wieder hinaufsteigen. Dies machte den Europaweg unattraktiv; die Nutzerzahlen gingen zurück.
Im Juli 2017 wurde die 200 Höhenmeter tiefer liegende Charles Kuonen Hängebrücke eröffnet.